# 蔡尚雄
蔡尚雄（1919年9月27日—）。原名蔡卓轩，笔名晨丁。广东中山县人，中国摄影家、战地记者，中国摄影家协会理事。